# Komitat Unterweißenburg
Das Komitat Alsó-Fehér, auch Komitat Unterweißenburg genannt (ungarisch Alsó-Fehér vármegye, rumänisch Comitatul Alba de Jos, lateinisch comitatus Albensis inferior), war eine Verwaltungseinheit im Großfürstentum Siebenbürgen und im Königreich Ungarn. Verwaltungssitz war Nagyenyed.

## Geographie

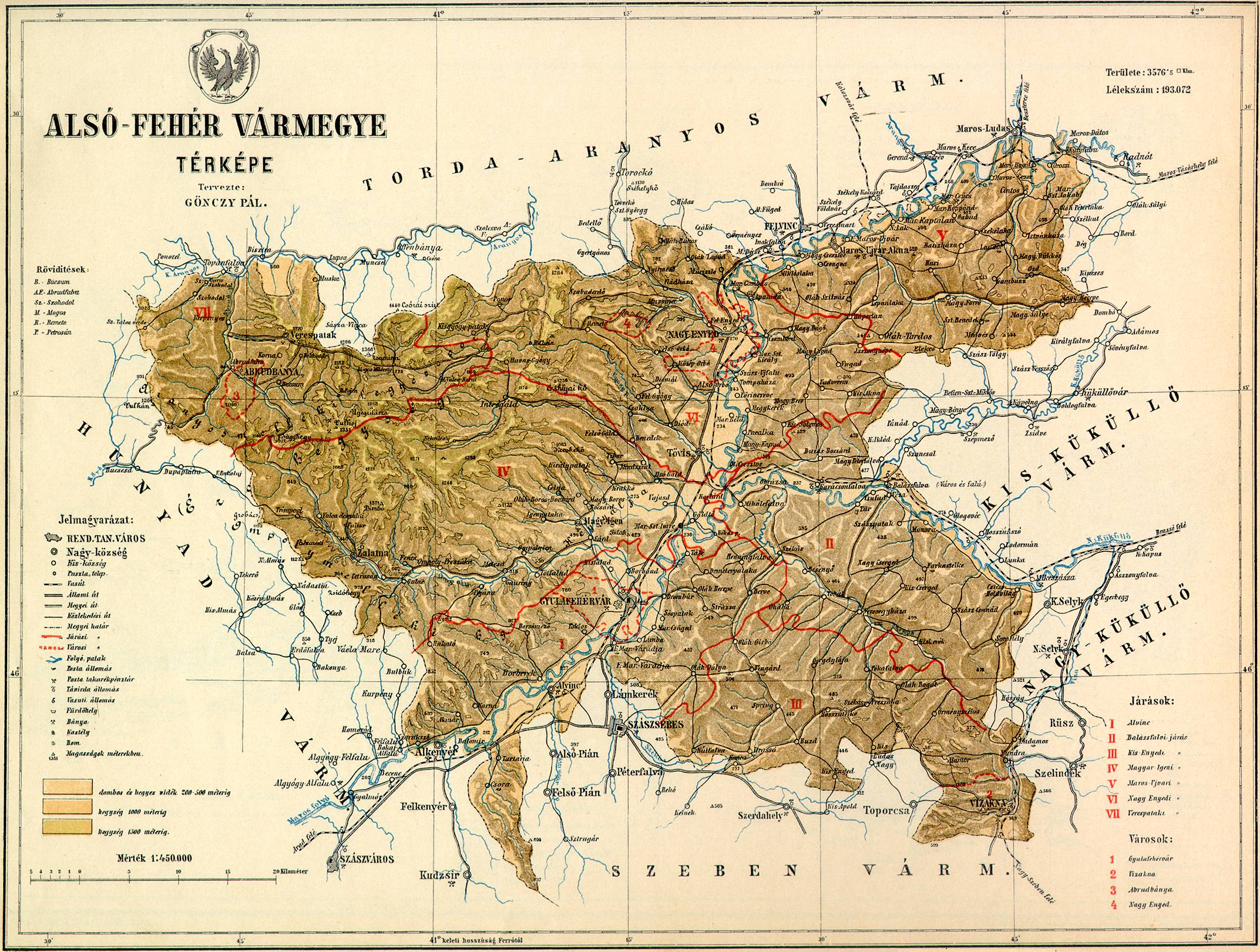
Karte des Komitats Alsó-Fehér um 1890

Das Komitat grenzte an die Komitate Hunyad, Torda-Aranyos, Klein-Kokelburg (Kis-Küküllő), Groß-Kokelburg (Nagy-Küküllő) und Hermannstadt (Szeben). Durch das Komitat flossen die Flüsse Maros (deutsch Mieresch, heute rumänisch Mureș) und Küküllő (deutsch Kokel, heute rumänisch Târnava).
Das in seiner Form unregelmäßige Gebiet umfasste eine Fläche von etwa 3.600 km². An seiner linken Seite des Maros erstreckte sich das Hügelland des Königsbodens, auf seiner Rechten erhoben sich die Berge des Siebenbürger Erzgebirges (ungarisch Erdélyi Érchegység).

## Geschichte

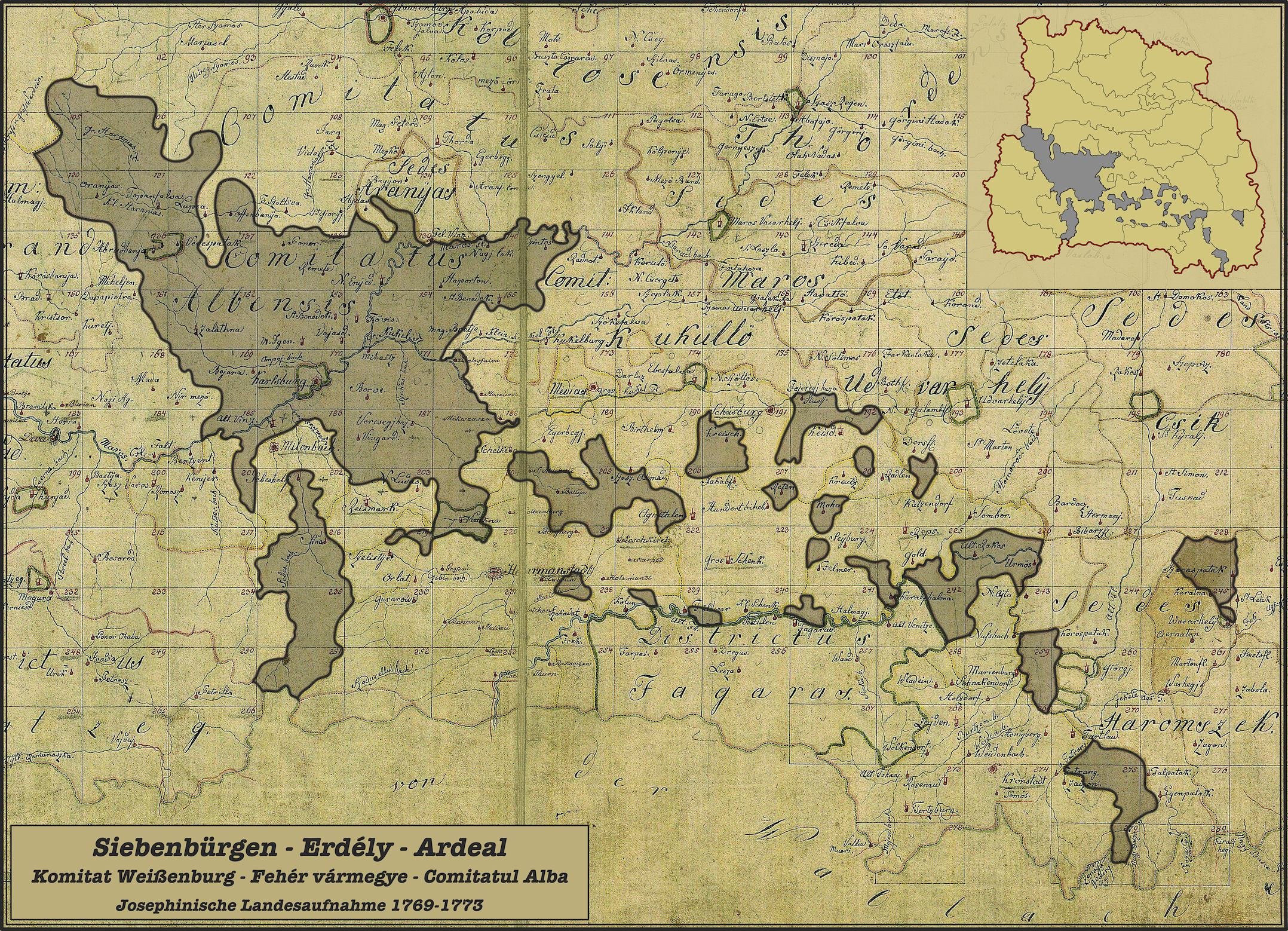
Das alte Komitat Weißenburg im 18. Jh.

Das Komitat entstand 1765, als das alte Komitat Weißenburg (Fehér) in das Untere und Obere Komitat aufgeteilt wurde. Bei der Neuordnung der Verwaltungsstrukturen durch die Komitatsreform 1876 wurden die Grenzen des Komitats leicht verändert, und in diesen bestand es bis 1920. Durch den Vertrag von Trianon wurde es 1920 Rumänien zugeschlagen und bestand als Kreis Alba weiter bis 1960. Es liegt heute in den rumänischen Kreisen Alba, Sibiu (im Südosten) und Mureș (ein kleiner Teil im Nordosten).

## Bevölkerung
Die Volkszählung im Jahre 1910 ergab eine Einwohnerzahl von 221.618 Personen, von denen 39.107 Ungarn, 7.269 Deutsche und 171.483 Rumänen waren. Was die Konfessionen betraf, waren 11.194 der Einwohner römisch-katholisch, 85.276 griechisch-katholisch, 23.009 calvinistisch, 7.283 lutherisch und 89.724 griechisch-orthodox. Die Ungarn lebten vor allem in den Stuhlbezirken Marosújvár (Ocna Mureș) und Nagyenyed (Aiud) bzw. in den Städten Gyulafehérvár (Alba Iulia), Vízakna (Ocna Sibiului), Abrudbánya (Abrud) und Nagyenyed (Aiud).

## Bezirksunterteilung

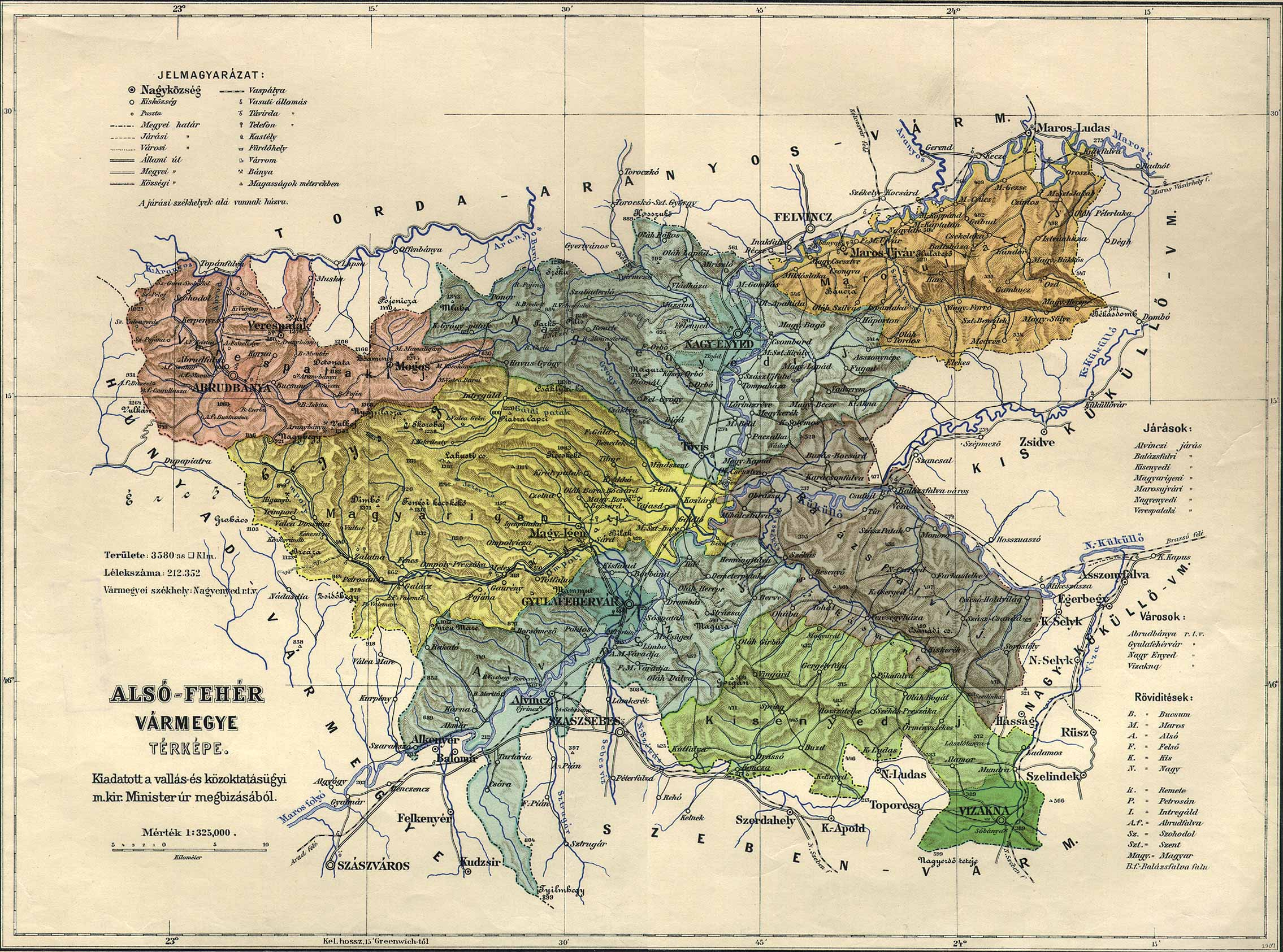
Administrative Karte

Im frühen 20. Jahrhundert bestanden folgende Stuhlbezirke (meist nach dem Namen des Verwaltungssitzes benannt):
| Stuhlbezirke (járások)                   | Stuhlbezirke (járások)          |
| Stuhlbezirk                              | Verwaltungssitz                 |
| ---------------------------------------- | ------------------------------- |
| Alvinc                                   | Alvinc, heute Vințu de Jos      |
| Balázsfalva                              | Balázsfalva, heute Blaj         |
| Kisenyed                                 | Vízakna, heute Ocna Sibiului    |
| Magyarigen                               | Magyarigen, heute Ighiu         |
| Marosújvár                               | Marosújvár, heute Ocna Mureș    |
| Nagyenyed                                | Nagyenyed, heute Aiud           |
| Tövis                                    | Tövis, heute Teiuș              |
| Verespatak                               | Verespatak, heute Roșia Montană |
| Stadtbezirke (rendezett tanácsú városok) |                                 |
| Abrudbánya, heute Abrud                  |                                 |
| Gyulafehérvár, heute Alba Iulia          |                                 |
| Nagyenyed, heute Aiud                    |                                 |
| Vízakna, heute Ocna Sibiului             |                                 |

Sämtliche Orte liegen im heutigen Rumänien.